# Марш української армії
Марш української армії — пісня, створена українськими виконавцями-патріотами. Слова Маршу — це видозмінений текст Гімну українських націоналістів (Зродились ми великої години…) Олеся Бабія і Омеляна Нижанківського.

## Текст
<1>
Зродились ми великої години, 
З пожеж війни і полум'я вогнів.
Плекав нас біль за долю України, 
Зростив нас гнів і лють на ворогів.
<2>
Ми йдемо в бій переможним ходом, 
Тверді, міцні, незламні, мов граніт, 
Бо плач не дав нікому ще свободи, 
Хто борець — той здобуває світ.
1
Україно!
Свята Мати Героїв, 
Зійди до серця мого!
За Твою славу,
За Твої Святі Ідеї!
Нехай душа моя у тобі відродиться,
Славою твоєю опроміниться!
Страху нехай не знає, 
Не знаю, що таке вагання!
2
Скріпи мій дух, загартуй волю,
Щоб сміло йшов я в бій!
Щоб віра моя була гранітною, 
Щоб зросла завзяття, міць!
Свята, Могутня, Соборна!
Слава Україні!
Героям слава!
Слава нації!
Смерть ворогам!
Україна — понад усе!
Україна — понад усе!
<3>
Велику суть — для усіх єдину, 
Наш гордий клич народові несе!
Вітчизні будь ти вірний без упину, 
Нам Україна вище понад все!
<4>
Веде нас в бій Героїв наших слава, 
Для нас закон — найвищий то наказ!
Соборна українська є держава –
Одна на вік, від Сяну по Кавказ!
Запропонований переклад англійською мовою: автор Юліанна Барська, 22.04.2021
(Перші три куплети)
We were born at special greatest hour
At times of fires and the flames of wars!
We were nurtured by Ukrainian power
In anger and the rage against of foes!
We go in battles with the faith of winning
Like granite: firm unbreakable and strong!
There is no Freedom in the pain and weeping.
The winners gain the Victory in World!
Great essence and the peace to all the people
We bring with pride and honour as we call:
Be loyal and devoted with no ceasing
To Motherland! Ukraine's above it all !!!
Автор Юліанна Барська

## Історія створення
Ідея створення Маршу української армії належить народному депутату 8 скликання Андрію Денисенку, Юрію Якубі(автор ідеї та редакції оригінального тексту, замовник виконання) та Аріславу Пастернаку. Андрій вперше почув цю пісню у 1995 році на зборах КУН, був вражений її переможним духом, а у 2014 році, надихнувшись виконанням Зоряни, вирішив, що в умовах війни з Росією можна створити гарний військовий марш. Дід Юрія Іван служив в Українській Галицькій армії і був знайомий з автором Гімну Українських націоналістів Олесем Бабієм і слова гімну Юрій знав з дитинства. Своєю ідеєю хлопці поділилися з Олегом Скрипкою під час фронтових концертів, в момент вшанування пам'яті воїнів, загиблих напередодні від ворожого мінометного вогню.
«Перебуваючи на фронті з концертами, я познайомився з солдатом-добровольцем Аріславом Пастернаком. Ми вшановували пам'ять воїнів, загиблих напередодні від ворожого мінометного вогню. І тоді народилася ідея пісні — маршу української армії. Причому — не звичайного урочистого маршу, який усі звикли чути на військових парадах. Йдеться про гімн українських героїв, які вистояли в Іловайську, Дебальцевому, Пісках, Авдіївці, інших містах і селищах Донбасу. Яких навіть ворог назвав кіборгами за крицеву стійкість, виявлену у Донецькому аеропорті» — ділиться історією створення маршу Олег Скрипка.
Ініціаторами створення для українського війська стройової пісні на основі тексту Олеся Бабія стали українські музиканти Олег Скрипка (лідер гурту «Воплі Відоплясова») та Іван Леньо (Kozak System). Зробили вони це разом з іншими тиловими українськими виконавцями-патріотами — Сашком Положинським («Тартак»), Фомою («Мандри»), Тарасом Компаніченком («Хорея Козацька»), Фаготом («Танок на майдані Конго») і Тарасом Чубаєм («Плач Єремії»).
Олег Скрипка вклав елементи «Молитви українського націоналіста» (автор — Осип Мащак (1908—1976), змінив Степана Бандеру на посаді Провідника ОУН) між другою та третьою строфою маршу. Слова основного тексту Молитви були написані на стіні в'язниці кров'ю Осипа Мащака після ув'язнення у результаті Львівського процесу 1936 року.
13 Березня 2017 року з нагоди Дня добровольця — свята всіх, хто за покликом серця вирушив на Схід захищати Україну від російського агресора — Олег Скрипка разом з Ансамблем пісні і танцю Збройних Сил України, презентував марш нової армії — «Зродились ми великої години». Новий марш українського війська вперше виконали публічно, у присутності студентів та викладачів Києво-Могилянській Академії. Сучасне аранжування композиції, яка свого часу була гімном ОУН, надав Олег Скрипка і тепер, за його словами, марш зазвучав ще потужніше: «Ідея військових полягала в адаптуванні цієї пісні під стройовий марш і наданні їй ще більшого сучасного звучання…», — розповів Скрипка.
З нагоди відзначення Дня українського добровольця 14 березня 2017 року в холі Центрального залізничного вокзалу станції Київ-Пасажирський відбувся виступ зведеного оркестру Київського гарнізону разом з творчими колективами інших військових формувань.
У заході, під час якого було виконано композицію під назвою «Марш нової армії», узяли участь військові оркестри 101 окремої бригади охорони Генерального штабу ЗС України, Військового інституту телекомунікацій та інформатизації, Київського військового ліцею ім. Івана Богуна, Військового інституту Київського Національного університету ім. Т. Г. Шевченка, Національного університету оборони України ім. Івана Черняховського, Оркестр Почесної варти окремого полку Президента України, Академічний ансамбль пісні і танцю Національної гвардії України (хор), Академічний ансамбль пісні і танцю Державної прикордонної служби України (хор).
5 грудня 2017 року відбулася прем'єра відео до Дня Збройних Сил України «Марш Нової Армії», яке відзняли у приміщенні Малої Опери у Києві. Кліп знімала творча команда, що започаткувала наприкінці літа 2014-го знані серед фронтовиків і волонтерів творчі зустрічі у Головному військовому клінічному госпіталі МО України.
На підготовку до фільмування пішло 5 днів, з урахуванням репетицій, виготовлення декорацій і збору техніки та необхідного обладнання. Тризуб виготовили за 3 дні, розміром 2.60 / 3.50 м, з пінопласту завтовшки понад 25 см. Для того, щоб внести його до зали, тризуб довелося розпилити навпіл і збирати на сцені, оскільки у Малій опері не виявилося дверей такого розміру Почесна варта у кліпі виконувала програму стандартного виступу, але кількість солдатів і послідовність виконання для знімання була змінена. Всього перед зніманням було дві репетиції. Загалом, під час знімального процесу на майданчику перебувало 66 солдатів і 22 людини технічного персоналу. Знімання розпочалося о 12.00 і закінчилася о 17.55 — в армії важлива дисципліна. За весь час тільки один солдат попросив зробити селфі з музикантами, основний час між дублями вони репетирували і стояли «на варті». Держава не спонсорувала створення кліпу, фільмування цього відео — виключно приватна ініціатива. Монтаж кліпу тривав 7 днів. Кліп затверджували усі державні військові установи. З моменту підготовки кліпу і до його прем'єри у Генштабі знадобилося 24 дні.

## Виконання
Вперше новий марш було представлено на День Соборності України 22 січня 2017 року в Дніпрі під час відкриття пам‘ятного хреста на честь воїнів УНР, загиблих у боях за місто з більшовиками. А вдруге -  13 березня 2017 року у Києво-Могилянській Академії, напередодні Дня українського добровольця. «Зродились ми великої години» виконали Олег Скрипка та Ансамбль пісні і танцю ЗСУ.
5 грудня 2017 року відбулася прем'єра відео до Дня Збройних Сил України «Марш Нової Армії». Відео присвячене усім героїчним хлопцям та дівчатам, які зараз здобувають на фронті нашу перемогу. Було презентовано кліп, відзнятий у приміщенні київської Малої Опери. Серед виконавців проєкту були Сергій Василюк, Сергій Жадан, Юрій Журавель, Тарас Компаніченко, Олег Михайлюта, Іван Леньо, Сашко Положинський, Олег Скрипка, Сергій Танчинець, Сергій Фоменко, Тарас Чубай, військові — оркестр і рота Почесної варти полку Президента України.
24 серпня 2018 року адаптований до сучасних українських умов варіант пісні став маршем українського війська на параді до дня Незалежності України. Також тут вперше було офіційно використано вітання «Слава Україні!» — «Героям Слава!».